# La Fenêtre jaune
 (mars 2017).
Si vous disposez d'ouvrages ou d'articles de référence ou si vous connaissez des sites web de qualité traitant du thème abordé ici, merci de compléter l'article en donnant les références utiles à sa vérifiabilité et en les liant à la section « Notes et références ».
La Fenêtre jaune est un roman de science-fiction de Serge Brussolo, paru en 2007. L'éditeur le Livre de poche le classe dans la catégorie Thriller.

## Résumé
Un véhicule roulant au milieu du desert américain circule si vite que les habitants ne subissent pas les effets du temps. Un moyen d'entrer dans le vaisseau est de sauter par la trappe ouverte, la Fenêtre jaune, pendant les périodes de ralentissement. Une femme, Cassidy, essaye et découvre ce monde sans temps et ses habitants.
Un contre-effet de l'immobilisme temporel est la création tous les dix ans environ d'une sorte de zombie de ce que l'être vivant aurait pu devenir, reprochant chaque nuit à son maître de l'avoir privé d'existence. Par exemple un enfant de 10 ans est réveillé par son moi de 20 ans lui reprochant toutes les histoires d'amour qu'il n'a pas connues, accompagné de son moi de 30 ans lui reprochant de l'avoir privé d'enfants.

## Style
Ce livre explore les affres du temps dans un monde clos.
Le roman est construit en deux parties. La première partie proche du thriller raconte la recherche de son fiancé par Cassie, qui arrive dans le désert, trouve le véhicule construit par ce dernier, et redécouvre l'histoire de la fenêtre jaune, par laquelle il aurait sauté. Puis elle l'imite et le roman change de style.
Dans la seconde partie, on explore l'univers du vaisseau, qui circule depuis 1948 dans le désert. Cette découverte est riche en créativité et semi-horreur, on reconnait le style dit Brussolien, du nom de l'auteur.